# Jean Piaget

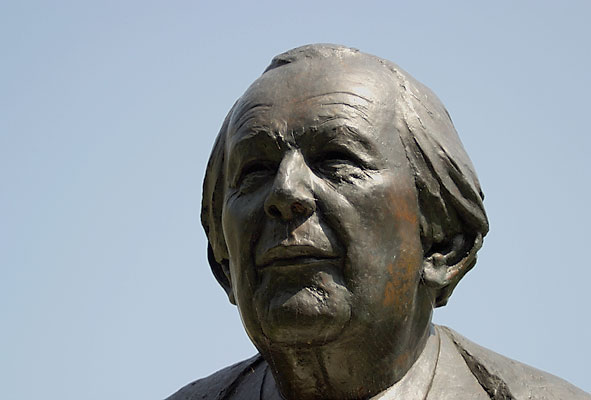
Sculptuur van Jean Piaget in het "Park des Bastions" in Genève.

Jean Piaget (Neuchâtel, 9 augustus 1896 - Genève, 16 september 1980) was een Zwitsers psycholoog die de cognitieve psychologische ontwikkeling van kinderen bestudeerde.

## Biografie
Piaget werd geboren in het Frans-sprekende Neuchâtel (Zwitserland). Op jonge leeftijd had hij al belangstelling voor de natuur en doorliep met succes het lyceum. In 1914 ging hij aan de universiteit van Neuchâtel biologie studeren, waarin hij vier jaar later promoveerde op een proefschrift over fossiele weekdieren.
Tijdens zijn studie kreeg hij grote interesse in de filosofie. Het onderdeel kennistheorie (waar komt kennis vandaan) boeide hem bovenmatig. Om zich daar verder in te verdiepen besloot hij de ontwikkeling van kennis bij kinderen te bestuderen. Hij dacht aanvankelijk daar een paar jaar voor nodig te hebben, maar het liet hem zijn verdere leven niet meer los.
Hij studeerde in Zürich (bij Carl Jung) en in Parijs. In 1921 kreeg hij een leidende functie in het Institut Jean-Jacques Rousseau, dat verbonden is aan de Universiteit van Genève. In 1929 werd hij hoogleraar aan die universiteit. In 1955 stichtte Piaget het Centre International d'Épistémologie Génétique.
Na zijn emeritaat volgde Bärbel Inhelder hem op als hoofd van de leerstoel genetische en experimentele psychologie aan de Universiteit van Genève.

## Werk
Een van zijn bijdragen in de psychologie is onder andere dat het potentieel om te leren en om bepaalde evenementen bewust te ervaren zich ontwikkelt met de leeftijd (= cognitieve ontwikkelingstheorie). Het eerste half jaar heeft een baby er bijvoorbeeld geen besef van dat zijn ouders nog blijven bestaan als ze de kamer uitgaan (= Kiekeboe) of dat een speeltje nog bestaat nadat hij het niet meer ziet. Pas na bepaalde schema's hierover gevormd te hebben ontstaat dan persoonspermanentie of objectpermanentie. En later duurt het ongeveer tot het vijfde levensjaar voor een kind begrijpt dat melk overgegoten van een smal, hoog glas in een breed, laag glas nog steeds dezelfde hoeveelheid uitmaakt, ondanks andere proporties (= notie van conservatie).
O.a. de Duitse psycholoog Heinrich Roth deed onderzoek naar zijn werk. Lawrence Kohlberg heeft zijn morele ontwikkelingstheorie gebaseerd op het werk van Piaget.

### Theorie van de gefaseerde ontwikkeling
Piaget stelde drie ideeën centraal in zijn theorie: 1. schema's, 2. de interactie tussen assimilatie en accommodatie, en 3. de stadia van cognitieve ontwikkeling. Een schema in Piagets theorie is een mentale structuur of programma dat de ontwikkeling van het denken van het kind aanstuurt. (Psychologie: een inleiding, Philip G. Zimbardo e.a.)

### Assimilatie, accommodatie en equilibratie
Piaget onderscheidde drie mechanismen waarmee kennis vergaard wordt: assimilatie, accommodatie en equilibratie. Volgens Piaget bestaat kennis uit structuren (de termen schema's, schemata, systeem gebruikte hij ook weleens). Een structuur kan een andere structuur assimileren; de assimilerende structuur neemt de geassimileerde structuur in zich op. Een voorbeeld hiervan is het interpreteren van een willekeurige kerktoren (de geassimileerde) door de structuur voor kerktorens (de assimilator). Accommodatie is de verandering van een structuur als gevolg van het assimileren; de kerktoren-structuur past zich ook aan aan de huidige kerktoren. Deze beide mechanismen dienen voor een gezonde ontwikkeling in een evenwicht te zijn, en daar zorgt equilibratie voor.
Als gevolg van assimilatie en accommodatie ontstaan er tijdens de ontwikkeling steeds complexere structuren. Piaget was ervan overtuigd dat fundamentele eigenschappen van kennis ervoor zorgen dat ontwikkeling zich in verschillende (meestal vier) niveaus manifesteert. Er bestaan volgens Piaget dan ook kwalitatieve verschillen tussen kinderen die zich in verschillende niveaus bevinden. Piaget wist vrij nauwkeurige leeftijdsgrenzen vast te stellen voor deze niveaus, al zijn andere wetenschappers er nog niet over uit of ze wel echt bestaan.

### Conservatiebegrip
Zijn onderzoek naar conservatiebegrip is een van de belangrijkste uit zijn carrière. Piaget ontdekte dat kinderen in hun vroege ontwikkeling moeite hebben om te begrijpen dat bepaalde eigenschappen van objecten behouden blijven, zelfs als hun uiterlijke verschijning verandert. Bijvoorbeeld, een kind kan moeite hebben om te begrijpen dat het volume van een vloeistof hetzelfde blijft, zelfs als het wordt overgegoten in een andere vorm. Hij gebruikte hier verschillende vormen van glazen voor. Jonge kinderen herkennen niet dat in het smalle hoge glas even veel water zit als er in het korte brede glas zat nadat over is geschonken. Veel kinderen vanaf 5 jaar zullen gaan twijfelen en uiteindelijk tot de conclusie komen dat de hoeveelheid water gelijk gebleven is.

### Stadiamodel
Piaget formuleerde vier verschillende stadia in de ontwikkeling van het kind. Hieronder een kort overzicht van de fases. Een 'normale' ontwikkeling bestaat niet. De leeftijden geven dan ook slechts een indicatie van wanneer bepaalde ontwikkelingen plaatsvinden.
- Sensomotorische fase, 0-2 jaar:
  - Ontwikkeling van het functioneren op lichaamsniveau, tasten, voelen, proeven.
  - Ontwikkelen van de motoriek.
  - Ontwikkelen van het geheugen.
  - Objectpermanentie is ontwikkeld. Voor het kind blijven objecten bestaan die zich niet in zijn gezichtsveld bevinden. Dit gebeurt rond de 8 tot 12 maanden.
- Preoperationele fase, 2-7 jaar:
  - Ontwikkeling van het spreken, het strottenhoofd daalt.
  - Verfijning van de motoriek.
  - Ontwikkeling van het ik, egocentrisme. Het kind leert dat het een eigen persoon is.
  - Animisme. Levenloze objecten wordt een ziel toegekend.
- Concreet operationele fase, 6-12 jaar:
  - Ontwikkeling tot het kunnen vergelijken van lengte en hoeveelheid.
  - Ontwikkeling tot het kunnen ordenen, tellen en rekenen.
  - Ontwikkeling van het figuratieve denken.
- Formeel operationele fase, 11 jaar en ouder:
  - Ontwikkeling van het ruimtelijk denken.
  - Ontwikkeling van het abstract denken.
  - Leren logisch te denken en conclusies te trekken.
  - Hypothetisch redeneren

## Prijzen
- 1972: Erasmusprijs